# Discografia de Eminem
A discografia de Eminem, um rapper norte-americano, consiste em onze álbuns de estúdio, três compilações, um extended play (EP), cinquenta e seis singles, cinco álbuns de vídeo, um box set e dois álbuns de trilha sonora. Sua música foi lançada pelas editoras discográficas Web Entertainment e Interscope Records, junto com as filiais Aftermath Entertainment, Golias Artists e Shady Records. Eminem é o artista de hip-hop que mais vende de todos os tempos, e o artista que mais vendeu na década de 2000, com vendas de álbuns nos EUA superiores a 32.1 milhões, e com mais 80 milhões no mundo durante a década. Eminem já vendeu mais de trinta e cinco milhões de álbuns nos Estados Unidos como um artista solo, e ganhou quarenta e dois discos de platina da Recording Industry Association of America (RIAA). Nesta discografia, vídeos musicais e participações especiais estão incluídos.
Em 1996, Eminem lançou seu primeiro álbum, Infinite, na Web Entertainment. O álbum vendeu cerca de mil exemplares e não conseguiu entrar na parada nacional. Depois de assinar um contrato com a Interscope Records e a Aftermath Entertainment, o rapper lançou seu segundo álbum e primeiro álbum comercial, The Slim Shady LP em 1999 e alcançou o segundo lugar na Billboard 200 e recebeu quatro discos de platina nos Estados Unidos pela RIAA. No mesmo ano, o rapper, juntamente com o empresário Paul Rosenberg, fundou a gravadora Shady Records. No ano seguinte, Eminem lançou seu terceiro álbum de estúdio, The Marshall Mathers LP, que vendeu 1.760.000 cópias em sua primeira semana de lançamento, quebrando recordes de vendas se tornando o álbum de hip hop com vendas mais rápidas de todos os tempos e com a mais rápida venda de um álbum solo nos Estados Unidos. Com mais de dez milhões de cópias vendidas, o álbum foi registado como o terceiro trabalho mais bem vendido do ano nos Estados Unidos, onde também ganhou nove discos de platina. O primeiro single "The Real Slim Shady" tornou-se a primeira música de Eminem a entrar no top dez da Billboard Hot 100. "Stan" foi o single mais bem sucedido fora dos Estados Unidos, enquanto não conseguiu chegar ao top cinquenta do país de origem do rapper.
Em 2002, o quarto álbum de Eminem, The Eminem Show, estreou no número um na Billboard 200 e atingiu o primeiro lugar em várias paradas a nível internacional, como ele passou a vender mais de dezanove milhões de cópias em todo o mundo. Nos Estados Unidos, The Eminem Show foi o álbum mais vendido do ano, com vendas de quase dez milhões. O álbum recebeu oito discos de platina, tanto da RIAA e da Recording Industry Association of New Zealand (RIANZ). O álbum também recebeu uma certificação de diamante no Canadá, o equivalente a venda de um milhão de unidades. No mesmo ano, "Lose Yourself", da trilha sonora de 8 Mile, tornou-se a primeira música número um do rapper na Hot 100 e permaneceu no topo por 12 semanas. A canção também alcançou o topo de diversas paradas oficiais de todo o mundo. A trilha sonora de 8 Mile atingiu a posição número um nos Estados Unidos, onde vendeu mais de quatro milhões dos nove milhões de cópias distribuídas internacionalmente.
Em 2004, o quinto álbum de estúdio de Eminem, Encore, tornou-se o terceiro álbum de estúdio consecutivo do rapper a alcançar o número um nos Estados Unidos, Austrália, Canadá, Nova Zelândia e Reino Unido. As vendas, entretanto, foram significativamente menores do que dos dois álbuns anteriores, com mais de cinco milhões de cópias vendidas nos Estados Unidos e onze milhões em todo o mundo. Muito do sucesso dos singles de Encore vieram do Reino Unido, onde "Just Lose It" e "Like Toy Soldiers" foram ao topo da UK Singles Chart e outras duas canções, "Mockingbird" e "Ass Like That" alcançaram a posição número quatro. Eminem lançou em 2005 um álbum greatest hits, denominado Curtain Call: The Hits, que vendeu quase três milhões de cópias nos os EUA e recebeu certificação de platina duplo da RIAA. No ano seguinte, a Shady Records lançou Eminem Presents: The Re-Up, um álbum de compilação realizado por Eminem com vários artistas da gravadora. O álbum recebeu certificação de platina da RIAA em 2007 e vendeu um pouco mais de um milhão de cópias nos Estados Unidos.
Em 2009, a música "Crack a Bottle", uma colaboração com os companheiros da gravadora, Dr. Dre e 50 Cent, tornou-se o segundo número um Eminem na Hot 100 e quebrou o recorde de download da semana em vendas nos Estados Unidos, com 418 mil cópias vendidas na primeira semana. Após uma pausa de mais de quatro anos, Relapse, o sexto álbum de estúdio de Eminem, foi lançado em 2009 e foi o quarto álbum consecutivo do rapper, mais uma vez no topo da Austrália, Canadá, Nova Zelândia, Reino Unido e Estados Unidos, bem como em várias paradas do mundo, com vendas de mais de dois milhões de cópias. No ano seguinte, Eminem lançou seu sétimo álbum de estúdio, Recovery, que estreou no número um na Billboard 200 e atingiu o primeiro lugar em várias paradas a nível internacional. Os singles de Recovery, "Not Afraid" e "Love the Way You Lie" com Rihanna, tornaram-se o terceiro e quarto números um do rapper na Hot 100, este último também alcançou o topo de várias paradas no mundo. Em Novembro de 2010 Eminem teve quatro músicas que já venderam mais de três milhões de downloads nos Estados Unidos. Eminem já vendeu mais de 33 milhões de downloads de música nos Estados Unidos. Em Janeiro de 2011, Eminem foi identificado como o primeiro artista na história da Nielsen SoundScan, a ter dois álbuns números um nas paradas de fim-de-ano.

## Álbuns

### Álbuns de estúdio
| Ano | Título | Posições nas paradas | Posições nas paradas | Posições nas paradas | Posições nas paradas | Posições nas paradas | Posições nas paradas | Posições nas paradas | Posições nas paradas | Posições nas paradas | Posições nas paradas | Vendas                                                          | Certificações (limiares de vendas)                                                           |
| Ano | Título | EUA                  | AUS                  | AUT                  | CAN                  | ALE                  | NZL                  | SUI                  | UK                   | BEL (Fla)            | HOL                  | Vendas                                                          | Certificações (limiares de vendas)                                                           |
| --- | --- | -------------------- | -------------------- | -------------------- | -------------------- | -------------------- | -------------------- | -------------------- | -------------------- | -------------------- | -------------------- | --------------------------------------------------------------- | -------------------------------------------------------------------------------------------- |
| 1996 | Infinite - Lançamento: 12 de Novembro de 1996 - Editora discográfica: Web Entertainment (WEB714V) - Formatos: CD, cassete | —                    | —                    | —                    | —                    | —                    | —                    | —                    | —                    | —                    | —                    | - : 1.000                                                       |                                                                                              |
| 1999 | The Slim Shady LP - Lançamento: 23 de Fevereiro de 1999 - Editoras discográficas: Aftermath Entertainment, Interscope Records, Web Entertainment (90287) - Formatos: CD, cassete, download digital                            | 2                    | 49                   | 12                   | 9                    | 51                   | 23                   | 25                   | 10                   | 46                   | 20                   | - : 9.000.000 - : 5.000.000                                     | - : 4× Platina - : 2× Platina - : Platina - : Ouro                                           |
| 2000 | The Marshall Mathers LP - Lançamento: 23 de Maio de 2000 - Editoras discográficas: Aftermath Records, Interscope Records, Goliath Records, Web Entertainment (490629) - Formatos: CD, cassete, download digital, vinil        | 1                    | 1                    | 1                    | 1                    | 3                    | 1                    | 2                    | 1                    | 1                    | 2                    | - : 23.000.000 - : 10.200.000 - : 614.700                       | - : Diamante - : 8× Platina - : 5× Platina - : 4× Platina - : Ouro                           |
| 2002 | The Eminem Show - Lançamento: 28 de Maio de 2002 - Editoras discográficas: Aftermath Records, Interscope Records, Goliath Records, Shady Records, Web Entertainmwnt (493290) - Formatos: CD, cassete, download digital, vinil | 1                    | 1                    | 1                    | 1                    | 1                    | 1                    | 1                    | 1                    | 1                    | 1                    | - : 19.000.000 - : 10.000.000                                   | - : Diamante - : Diamante - : 8× Platina - : 4× Platina - : Ouro                             |
| 2004 | Encore - Lançamento: 12 de Novembro de 2004 - Editoras discográficas: Aftermath Records, Interscope Records, Goliath Records, Shady Records, Web Entertainment (000377172) - Formatos: CD, download digital, vinil            | 1                    | 1                    | 2                    | 1                    | 1                    | 1                    | 1                    | 1                    | 2                    | 2                    | - : 11.000.000 - : 5.100.000                                    | - : 6× Platina - : 5× Platina - : 4× Platina - : 4× Platina                                  |
| 2009 | Relapse - Lançamento: 15 de Maio de 2009 - Editoras discográficas: Aftermath Records, Interscope Records, Shady Records (2703216) - Formatos: CD, download digital, vinil                                                     | 1                    | 1                    | 2                    | 1                    | 2                    | 1                    | 2                    | 1                    | 1                    | 3                    | - : 3.000.000 - : 2.100.000                                     | - : 2× Platina - : Platina - : Platina - : Platina                                           |
| 2010 | Recovery - Lançamento: 21 de Junho de 2010 - Editoras discográficas: Aftermath Records, Interscope Records, Shady Records (2739452) - Formatos: CD, download digital, vinil                                                   | 1                    | 1                    | 1                    | 1                    | 1                    | 1                    | 1                    | 1                    | 1                    | 3                    | - : 10,000,000 - : 4,509,000 - : 435,000 - : 879,303            | - : 3× Platina - : 3× Platina - : Platina - : Platina - : Platina                            |
| 2013 | The Marshall Mathers LP 2 - Lançamento: 5 de Novembro de 2013 - Editoras discográficas: Aftermath Records, Shady Records, Interscope Records - Formatos: CD, download digital                                                 | 1                    | 1                    | 1                    | 2                    | 1                    | 1                    | 1                    | 1                    | 1                    | 4                    | - : 4,210,000 - : 2,244,000 - : 526,250 - : 365,000 - : 160,000 | - : 4× Platina - : 2× Platina - : 2× Platina - : Platina - : Platina - : Platina - : Platina |
| 2017 | Revival - Lançamento: 15 de Dezembro de 2017 - Editoras discográficas: Aftermath Records, Shady Records, Interscope Records - Formatos: CD, download digital                                                                  | 1                    | 1                    | 2                    | 1                    | 2                    | 3                    | 1                    | 1                    | 6                    | 1                    | - : 1,923,000 - : 700,000                                       | - : Ouro*: Ouro                                                                              |
| 2018 | Kamikaze - Lançamento: 31 de agosto de 2018 - Editoras discográficas: Aftermath, Shady, Interscope - Formatos: CD, download digital                                                                                           | 1                    | 1                    | 1                    | 1                    | 2                    | 1                    | 1                    | 1                    | 1                    | 1                    | - : 2,227,000 - : 1,100,000                                     | : Platina                                                                                    |
| 2020 | Music to Be Murdered By - Lançamento: 17 de janeiro de 2020 - Editoras discográficas: Aftermath, Shady, Interscope - Formatos: CD, download digital                                                                           | 1                    | 1                    | —                    | —                    | —                    | —                    | —                    | —                    | —                    | —                    | - : 1,700,000 - : 800,000                                       | :: Ouro                                                                                      |
| "—" denota um lançamento que não foi comercializado no território ou não conseguiu entrar na tabela musical do país. | |                      |                      |                      |                      |                      |                      |                      |                      |                      |                      |                                                                 |                                                                                              |

### Álbuns de compilação
| Ano | Título | Posições nas paradas | Posições nas paradas | Posições nas paradas | Posições nas paradas | Posições nas paradas | Posições nas paradas | Posições nas paradas | Posições nas paradas | Posições nas paradas | Posições nas paradas | Vendas                      | Certificações (limiares de vendas)                                   |
| Ano | Título | EUA                  | EUA R&B              | AUS                  | BEL (Fla)            | CAN                  | ALE                  | NZL                  | SUE                  | SUI                  | UK                   | Vendas                      | Certificações (limiares de vendas)                                   |
| --- | --- | -------------------- | -------------------- | -------------------- | -------------------- | -------------------- | -------------------- | -------------------- | -------------------- | -------------------- | -------------------- | --------------------------- | -------------------------------------------------------------------- |
| 2005 | Curtain Call: The Hits' - Lançamento: 6 de Dezembro de 2005 - Editoras discográficas: Aftermath Records, Interscope Records, Shady Records (5881) - Formatos: CD, download digital   | 1                    | 2                    | 1                    | 10                   | 1                    | 7                    | 1                    | 6                    | 5                    | 1                    | - : 5.500.000 - : 2.900.000 | - : 7× Platina - : 4× Platina - : 3× Platina - : 2× Platina - : Ouro |
| 2006 | Eminem Presents: The Re-Up - Vários artistas - Lançamento: 4 de Dezembro de 2006 - Editoras discográficas: Interscope Records, Shady Records (8502) - Formatos: CD, download digital | 2                    | 2                    | 17                   | 44                   | 2                    | 15                   | 1                    | —                    | 9                    | 3                    | - : 1.000.000               | - : 2× Platina - : Platina - : Ouro                                  |
| 2014 | Shady XV - Lançamento: 24 de Novembro de 2014 - Editoras discográficas: Interscope Records, Shady Records - Formatos: CD, download digital                                           | 3                    | 1                    | 1                    | 26                   | 1                    | 8                    | —                    | —                    | 7                    | 5                    | - : 201.000                 | - : Ouro                                                             |
| "—" denota um lançamento que não foi comercializado no território ou não conseguiu entrar na tabela musical do país. | |                      |                      |                      |                      |                      |                      |                      |                      |                      |                      |                             |                                                                      |

### Extended plays
| Ano  | Título |
| ---- | --- |
| 1997 | The Slim Shady EP - Lançamento: 6 de Dezembro de 1997 - Editora discográfica: Web Entertainment (WEB17) - Formatos: CD, cassete |

### Box sets
| Ano  | Título |
| ---- | --- |
| 2003 | The Singles - Álbum de compilação - Lançamento: 23 de Dezembro de 2003 - Editoras discográficas: Shady Records, Aftermath Records - Formatos: CD, download digital |

### Mixtapes
| Ano  | Título |
| ---- | --- |
| 2003 | Straight from the Lab - Lançamento: 7 de Novembro de 2003 - Editoras discográficas: Bootleg (EUA), Universal Music (Europa) - Formatos: CD, cassete |

### Bandas sonoras
| Ano | Título | Posições nas paradas | Posições nas paradas | Posições nas paradas | Posições nas paradas | Posições nas paradas | Posições nas paradas | Posições nas paradas | Posições nas paradas | Posições nas paradas | Posições nas paradas | Vendas                      | Certificações (limiares de vendas)                          |
| Ano | Título | EUA                  | AUS                  | AUT                  | BEL                  | CAN                  | ALE                  | NZ                   | SUE                  | SUI                  | UK                   | Vendas                      | Certificações (limiares de vendas)                          |
| --- | --- | -------------------- | -------------------- | -------------------- | -------------------- | -------------------- | -------------------- | -------------------- | -------------------- | -------------------- | -------------------- | --------------------------- | ----------------------------------------------------------- |
| 2002 | Music from and Inspired by the Motion Picture 8 Mile - Lançamento: 29 de Outubro de 2002 - Editoras discográficas: Interscope Records, Shady Records, Universal Music Group (493508) - Formatos: CD, cassete, download digital, disco de vinil | 1                    | 1                    | 2                    | 6                    | 1                    | 1                    | 1                    | 10                   | 3                    | 1                    | - : 9.000.000 - : 4.100.000 | - : 5× Platina - : 4× Platina - : 4× Platina - : 4× Platina |
| 2015 | Music from and Inspired by the Motion Picture Southpaw - Lançamento: 24 de Julho de 2015 - Editoras discográficas: Shady Records, Interscope Records - Formatos: CD, download digital, disco de vinil                                          | 5                    | 13                   | 70                   | 147                  | 2                    | 61                   | 20                   |                      | 43                   |                      | - : 69,000                  |                                                             |
| "—" denota um lançamento que não foi comercializado no território ou não conseguiu entrar na tabela musical do país. | |                      |                      |                      |                      |                      |                      |                      |                      |                      |                      |                             |                                                             |

### Outros álbuns
| Ano  | Título |
| ---- | --- |
| 2009 | Relapse: Refill - Lançamento: 21 de Dezembro de 2009 - Editoras discográficas: Shady Records, Aftermath Records - Formatos: CD, cassete |

## Singles

### Como artista principal
| Ano                                                                | Canção                                                                                     | Posições nas paradas | Posições nas paradas | Posições nas paradas | Posições nas paradas | Posições nas paradas | Posições nas paradas | Posições nas paradas | Posições nas paradas | Posições nas paradas | Posições nas paradas | Certificações                                             | Álbum                     |
| Ano                                                                | Canção                                                                                     | EUA                  | EUA Rap              | AUS                  | AUT                  | ALE                  | IRL                  | NZ                   | SUE                  | SUI                  | UK                   | Certificações                                             | Álbum                     |
| ------------------------------------------------------------------ | ------------------------------------------------------------------------------------------ | -------------------- | -------------------- | -------------------- | -------------------- | -------------------- | -------------------- | -------------------- | -------------------- | -------------------- | -------------------- | --------------------------------------------------------- | ------------------------- |
| 1998                                                               | "Just Don't Give a Fuck"                                                                   | 114                  | 5                    | —                    | —                    | —                    | —                    | —                    | —                    | —                    | —                    |                                                           | The Slim Shady LP         |
| 1999                                                               | "My Name Is"                                                                               | 36                   | 10                   | 13                   | 24                   | 37                   | 4                    | 4                    | 16                   | 29                   | 2                    |                                                           | The Slim Shady LP         |
| 1999                                                               | "Role Model"                                                                               | —                    | —                    | —                    | —                    | —                    | —                    | —                    | —                    | —                    | —                    |                                                           | The Slim Shady LP         |
| 1999                                                               | "Guilty Conscience" (com Dr. Dre)                                                          | —                    | —                    | —                    | —                    | —                    | 7                    | —                    | 25                   | —                    | 5                    |                                                           | The Slim Shady LP         |
| 2000                                                               | "Bitch Please II" (com Dr. Dre, Snoop Dogg, Xzibit & Nate Dogg)                            | —                    | —                    | —                    | —                    | —                    | —                    | —                    | —                    | —                    | —                    |                                                           | The Marshall Mathers LP   |
| 2000                                                               | "The Real Slim Shady"                                                                      | 4                    | 7                    | 11                   | 6                    | 7                    | 1                    | 15                   | 3                    | 2                    | 1                    |                                                           | The Marshall Mathers LP   |
| 2000                                                               | "The Way I Am"                                                                             | 58                   | 24                   | 34                   | 11                   | 19                   | 4                    | —                    | 6                    | 19                   | 8                    |                                                           | The Marshall Mathers LP   |
| 2000                                                               | "Stan" (com Dido)                                                                          | 51                   | —                    | 1                    | 1                    | 1                    | 1                    | 14                   | 3                    | 1                    | 1                    | - : 2× Platina                                            | The Marshall Mathers LP   |
| 2001                                                               | "I'm Back"                                                                                 | —                    | —                    | —                    | —                    | —                    | —                    | —                    | —                    | —                    | —                    |                                                           | The Marshall Mathers LP   |
| 2002                                                               | "Hellbound" (com J-Black e Masta Ace)                                                      | —                    | —                    | —                    | —                    | —                    | —                    | —                    | —                    | —                    | —                    |                                                           | Game Over                 |
| 2002                                                               | "Without Me"                                                                               | 2                    | 5                    | 1                    | 1                    | 1                    | 1                    | 1                    | 1                    | 1                    | 1                    | - : Ouro - : 3× Platina                                   | The Eminem Show           |
| 2002                                                               | "Cleanin' Out My Closet"                                                                   | 4                    | 5                    | 3                    | 5                    | 4                    | 3                    | 5                    | 3                    | 5                    | 4                    | - : Platina                                               | The Eminem Show           |
| 2002                                                               | "Lose Yourself"                                                                            | 1                    | 2                    | 1                    | 1                    | 2                    | 1                    | 1                    | 1                    | 1                    | 1                    | - : Ouro - : 4× Platina                                   | 8 Mile                    |
| 2003                                                               | "Superman" (com Dina Rae)                                                                  | 15                   | 10                   | —                    | —                    | —                    | —                    | 42                   | —                    | —                    | —                    |                                                           | The Eminem Show           |
| 2003                                                               | "Sing for the Moment"                                                                      | 14                   | 18                   | 5                    | 7                    | 5                    | 3                    | 5                    | 11                   | 8                    | 6                    | - : Platina                                               | The Eminem Show           |
| 2003                                                               | "Business"                                                                                 | —                    | 25                   | 4                    | 22                   | 15                   | 7                    | 14                   | —                    | —                    | 6                    | - : Ouro                                                  | The Eminem Show           |
| 2004                                                               | "Just Lose It"                                                                             | 6                    | 7                    | 1                    | 4                    | 2                    | 2                    | 1                    | 12                   | 1                    | 1                    | - : Ouro - : Platina                                      | Encore                    |
| 2004                                                               | "Encore/Curtains Down" (com Dr. Dre & 50 Cent)                                             | 25                   | 20                   | —                    | —                    | —                    | —                    | —                    | —                    | —                    | —                    |                                                           | Encore                    |
| 2005                                                               | "Like Toy Soldiers"                                                                        | 34                   | —                    | 4                    | 8                    | 8                    | 3                    | 2                    | 14                   | 3                    | 1                    | - : Ouro - : Ouro                                         | Encore                    |
| 2005                                                               | "Mockingbird"                                                                              | 11                   | 10                   | 9                    | 18                   | 7                    | 8                    | 15                   | —                    | 14                   | 4                    | - : Ouro - : Ouro                                         | Encore                    |
| 2005                                                               | "Ass Like That"                                                                            | 60                   | —                    | 10                   | 27                   | 31                   | 4                    | 9                    | —                    | 25                   | 4                    | - : Ouro                                                  | Encore                    |
| 2005                                                               | "When I'm Gone"                                                                            | 8                    | 22                   | 1                    | 7                    | 6                    | 5                    | 2                    | 5                    | 7                    | 4                    | - : Ouro - : Ouro                                         | Curtain Call: The Hits    |
| 2006                                                               | "Shake That" (com Nate Dogg)                                                               | 6                    | 11                   | —                    | —                    | —                    | —                    | —                    | 25                   | —                    | —                    |                                                           | Curtain Call: The Hits    |
| 2006                                                               | "You Don't Know" (com 50 Cent, Lloyd Banks & Cashis)                                       | 12                   | —                    | —                    | —                    | —                    | 5                    | —                    | —                    | —                    | 32                   | Eminem Presents: The Re-Up                                |                           |
| 2007                                                               | "Jimmy Crack Corn" (com 50 Cent)                                                           | 101                  | —                    | —                    | —                    | —                    | —                    | —                    | —                    | —                    | —                    | Eminem Presents: The Re-Up                                |                           |
| 2009                                                               | "Crack a Bottle" (com Dr. Dre e 50 Cent)                                                   | 1                    | 4                    | 18                   | 41                   | —                    | 6                    | 6                    | 9                    | 4                    | 4                    | - : 2× Platina                                            | Relapse                   |
| 2009                                                               | "We Made You"                                                                              | 9                    | 19                   | 3                    | 9                    | —                    | 1                    | 2                    | 24                   | 4                    | 5                    | - : Platina - : ouro                                      | Relapse                   |
| 2009                                                               | "3 a.m."                                                                                   | 32                   | —                    | 38                   | —                    | —                    | —                    | —                    | —                    | —                    | 56                   |                                                           | Relapse                   |
| 2009                                                               | "Old Time's Sake" (com Dr. Dre)                                                            | 25                   | —                    | 76                   | —                    | —                    | 49                   | —                    | —                    | —                    | 61                   |                                                           | Relapse                   |
| 2009                                                               | "Beautiful"                                                                                | 17                   | —                    | —                    | —                    | —                    | 39                   | —                    | —                    | 44                   | 38                   | - : ouro                                                  | Relapse                   |
| 2009                                                               | "Hell Breaks Loose" (com Dr. Dre)                                                          | 29                   | —                    | 82                   | 21                   | —                    | 18                   | —                    | —                    | 30                   | —                    |                                                           | Relapse: Refill           |
| 2009                                                               | "Elevator"                                                                                 | 67                   | —                    | —                    | —                    | —                    | —                    | —                    | —                    | —                    | —                    |                                                           | Relapse: Refill           |
| 2010                                                               | "Not Afraid"                                                                               | 1                    | 4                    | 13                   | 1                    | 9                    | 3                    | 8                    | 5                    | 2                    | 5                    | - : 2× Platina                                            | Recovery                  |
| 2010                                                               | "Love the Way You Lie" (com Rihanna)                                                       | 1                    | 1                    | 1                    | 1                    | 1                    | 1                    | 1                    | 1                    | 1                    | 2                    | - : 11× Platina - : 5× Platina - : Platina - : 2× Platina | Recovery                  |
| 2010                                                               | "No Love" (com Lil Wayne)                                                                  | 23                   | 9                    | 21                   | 36                   | 14                   | 33                   | 22                   | —                    | 39                   | 35                   | - : Ouro                                                  | Recovery                  |
| 2011                                                               | "Space Bound"                                                                              | 119                  | —                    | 51                   | —                    | —                    | 31                   | —                    | —                    | —                    | 34                   | - : Ouro                                                  | Recovery                  |
| 2013                                                               | "Berzerk"                                                                                  | 3                    | 1                    | 5                    | 22                   | 12                   | 16                   | 16                   | 56                   | 9                    | 2                    |                                                           | The Marshall Mathers LP 2 |
| 2013                                                               | "Survival"                                                                                 | 17                   | 4                    | —                    | 40                   | 38                   | 22                   | —                    | —                    | —                    | —                    |                                                           | The Marshall Mathers LP 2 |
| 2013                                                               | "Rap God"                                                                                  | 7                    | 1                    | 15                   | 52                   | —                    | 16                   | 14                   | —                    | —                    | 5                    |                                                           | The Marshall Mathers LP 2 |
| 2013                                                               | "The Monster" (com Rihanna)                                                                | 1                    | 1                    | 1                    | 6                    | 3                    | 1                    | 1                    | 1                    | 1                    | 1                    | - ARIA: Ouro - RMNZ: Ouro                                 | The Marshall Mathers LP 2 |
| 2014                                                               | "Headlights" (com Nate Ruess)                                                              | 45                   | 5                    | 21                   | —                    | —                    | 60                   | —                    | —                    | —                    | 63                   | - ARIA: Platina                                           | The Marshall Mathers LP 2 |
| 2014                                                               | "Guts Over Fear" (com Sia Furler)                                                          | 22                   | 4                    | 22                   | 53                   | 35                   | —                    | 22                   | 40                   | 30                   | 10                   |                                                           | Shady XV                  |
| 2014                                                               | "Detroit Vs. Everybody" (com Royce da 5'9", Big Sean, Danny Brown, Trick-Trick & Dej Loaf) | 108                  | —                    | 28                   | —                    | —                    | —                    | —                    | —                    | —                    | —                    |                                                           | Shady XV                  |
| 2015                                                               | "Phenomenal"                                                                               | —                    | —                    | —                    | —                    | —                    | —                    | —                    | —                    | —                    | —                    |                                                           | Southpaw                  |
| 2015                                                               | "Kings Never Die" (com Gwen Stefani)                                                       | —                    | —                    | —                    | —                    | —                    | —                    | —                    | —                    | —                    | —                    |                                                           | Southpaw                  |
| 2017                                                               | "Walk On Water"[carece de fontes?] (com Beyoncé)                                           | 14                   | 6                    | 10                   | 13                   | 16                   | 8                    | 18                   | 7                    | 5                    | 7                    |                                                           | Revival                   |
| 2017                                                               | "River"[carece de fontes?] (com Ed Sheeran)                                                | 11                   | 5                    | 2                    | 1                    | 3                    | 2                    | 3                    | 1                    | 2                    | 1                    |                                                           | Revival                   |
| 2017                                                               | "Nowhere Fast" (com Kehlani)                                                               | —                    | —                    | —                    | —                    | —                    | —                    | —                    | —                    | —                    | —                    | —                                                         | Revival                   |
| 2017                                                               | "Remind Me"                                                                                | —                    | —                    | —                    | —                    | —                    | —                    | —                    | —                    | —                    | —                    | —                                                         | Revival                   |
| 2018                                                               | "Fall"                                                                                     | —                    | —                    | —                    | —                    | —                    | —                    | —                    | —                    | —                    | —                    | —                                                         | Kamikaze                  |
| 2018                                                               | "Killshot"                                                                                 | —                    | —                    | —                    | —                    | —                    | —                    | —                    | —                    | —                    | —                    |                                                           | Single sem álbum          |
| 2018                                                               | "Venom"                                                                                    | —                    | —                    | —                    | —                    | —                    | —                    | —                    | —                    | —                    | —                    |                                                           | Kamikaze                  |
| 2018                                                               | "Lucky You"[carece de fontes?] (com Joyner Lucas)                                          | 6                    | 5                    | 4                    | 13                   | 19                   | 7                    | 2                    | 3                    | 2                    | 6                    |                                                           | Kamikaze                  |
| 2020                                                               | "Darkness"                                                                                 | —                    | —                    | —                    | —                    | —                    | —                    | —                    | —                    | —                    | —                    |                                                           | Music to Be Murdered By   |
| 2020                                                               | "Godzilla" (com Juice Wrld)                                                                | —                    | —                    | —                    | —                    | —                    | —                    | —                    | —                    | —                    | —                    |                                                           | Music to Be Murdered By   |
| 2020                                                               | "The Adventures of Moon Man & Slim Shady" (com Kid Cudi)                                   | —                    | —                    | —                    | —                    | —                    | —                    | —                    | —                    | —                    | —                    |                                                           | Single sem álbum          |
| "—" denota singles lançados que não entraram nas paradas musicais. |                                                                                            |                      |                      |                      |                      |                      |                      |                      |                      |                      |                      |                                                           |                           |

### Como artista convidado
| Ano                                                                | Título                                                  | Posições nas paradas | Posições nas paradas | Posições nas paradas | Posições nas paradas | Posições nas paradas | Posições nas paradas | Posições nas paradas | Posições nas paradas | Posições nas paradas | Posições nas paradas | Certificações              | Álbum            |
| Ano                                                                | Título                                                  | EUA                  | R&B                  | AUS                  | AUT                  | ALE                  | IRL                  | NZ                   | SUE                  | SUI                  | UK                   | Certificações              | Álbum            |
| ------------------------------------------------------------------ | ------------------------------------------------------- | -------------------- | -------------------- | -------------------- | -------------------- | -------------------- | -------------------- | -------------------- | -------------------- | -------------------- | -------------------- | -------------------------- | ---------------- |
| 1999                                                               | "Dead Wrong" (com The Notorious B.I.G. & Puff Daddy)    | 115                  | 39                   | —                    | —                    | —                    | —                    | —                    | —                    | —                    | —                    |                            | Born Again       |
| 2000                                                               | "Forgot About Dre" (com Dr. Dre)                        | 25                   | 14                   | —                    | —                    | 41                   | 20                   | 26                   | 29                   | 37                   | 7                    | 2001                       |                  |
| 2002                                                               | "Rock City" (com Royce Da 5'9")                         | —                    | 99                   | —                    | 57                   | —                    | —                    | —                    | —                    | 37                   | —                    | Rock City (Version 2.0)    |                  |
| 2004                                                               | "One Day at a Time (Em's Version)" (com 2Pac & Outlawz) | 80                   | 51                   | —                    | —                    | —                    | —                    | —                    | —                    | —                    | —                    | Tupac: Resurrection        |                  |
| 2005                                                               | "Welcome 2 Detroit" (com Trick-Trick)                   | 100                  | —                    | —                    | 24                   | 20                   | —                    | —                    | —                    | —                    | —                    | The People vs.             |                  |
| 2006                                                               | "Smack That" (com Akon)                                 | 2                    | 34                   | 2                    | 9                    | 5                    | 1                    | 1                    | 3                    | 3                    | 1                    | - : 2× Platina - : Platina | Konvicted        |
| 2009                                                               | "Forever" (Drake com Kanye West, Lil Wayne, & Eminem)   | 8                    | 99                   | —                    | 26                   | —                    | 41                   | —                    | —                    | 68                   | 42                   |                            | More Than a Game |
| 2009                                                               | "Forever" (Drake com Kanye West, Lil Wayne, & Eminem)   | 8                    | 99                   | —                    | 26                   | —                    | 41                   | —                    | —                    | 68                   | 42                   | Relapse: Refill            |                  |
| 2009                                                               | "Drop the World" (Lil Wayne com Eminem)                 | 18                   | 56                   | —                    | —                    | —                    | —                    | —                    | 42                   | —                    | 51                   | - : Platina                | Rebirth          |
| 2010                                                               | "Roman's Revenge" (Nicki Minaj com Eminem)              | 56                   | 88                   | —                    | —                    | —                    | —                    | —                    | —                    | —                    | —                    |                            | Pink Friday      |
| 2010                                                               | "That's All She Wrote" (T.I. com Eminem)                | 18                   | —                    | —                    | 46                   | —                    | —                    | —                    | —                    | —                    | —                    | No Mercy                   |                  |
| "—" denota singles lançados que não entraram nas paradas musicais. |                                                         |                      |                      |                      |                      |                      |                      |                      |                      |                      |                      |                            |                  |

### Outras canções que entraram nas paradas
| Ano  | Título                                                    | Posições nas paradas | Posições nas paradas | Posições nas paradas | Posições nas paradas | Posições nas paradas | Álbum                      |
| Ano  | Título                                                    | EUA                  | R&B                  | AUS                  | CAN                  | UK                   | Álbum                      |
| ---- | --------------------------------------------------------- | -------------------- | -------------------- | -------------------- | -------------------- | -------------------- | -------------------------- |
| 1999 | "Role Model"                                              | —                    | 111                  | —                    | —                    | —                    | The Slim Shady LP          |
| 2000 | "Kill You"                                                | —                    | 102                  | —                    | —                    | —                    | The Marshall Mathers LP    |
| 2000 | "Bitch Please II"                                         | —                    | 61                   | —                    | —                    | —                    | The Marshall Mathers LP    |
| 2001 | "Drug Ballad" (com Dina Rae)                              | —                    | 51                   | —                    | —                    | —                    | The Marshall Mathers LP    |
| 2002 | "My Dad's Gone Crazy" (com Hailie Jade)                   | —                    | 64                   | —                    | —                    | —                    | The Eminem Show            |
| 2002 | "Hailie's Song"                                           | 113                  | 110                  | —                    | —                    | 112                  | The Eminem Show            |
| 2002 | "'Till I Collapse" (com Nate Dogg)                        | —                    | —                    | —                    | —                    | 73                   | The Eminem Show            |
| 2003 | "8 Mile"                                                  | 102                  | 54                   | —                    | —                    | —                    | 8 Mile soundtrack          |
| 2003 | "Patiently Waiting" (50 Cent com Eminem)                  | —                    | 56                   | —                    | —                    | —                    | Get Rich or Die Tryin'     |
| 2004 | "Mosh"                                                    | —                    | 112                  | —                    | —                    | —                    | Encore                     |
| 2006 | "No Apologies"                                            | 121                  | —                    | —                    | —                    | —                    | Eminem Presents: The Re-Up |
| 2006 | "The Re-Up" (com 50 Cent)                                 | 119                  | —                    | —                    | —                    | —                    | Eminem Presents: The Re-Up |
| 2006 | "Jimmy Crack Corn" (com 50 Cent)                          | 101                  | —                    | —                    | —                    | —                    | Eminem Presents: The Re-Up |
| 2007 | "Touchdown" (T.I. com Eminem)                             | 109                  | —                    | —                    | —                    | —                    | T.I. vs. T.I.P.            |
| 2007 | "Peep Show" (50 Cent com Eminem)                          | 116                  | —                    | —                    | —                    | —                    | Curtis                     |
| 2009 | "Insane"                                                  | 85                   | —                    | —                    | —                    | 182                  | Relapse Refill             |
| 2009 | "Dr. West" (skit)                                         | 105                  | —                    | —                    | —                    | —                    | Relapse Refill             |
| 2009 | "My Mom"                                                  | —                    | —                    | —                    | —                    | 166                  | Relapse Refill             |
| 2009 | "Bagpipes from Baghdad"                                   | —                    | —                    | —                    | —                    | 187                  | Relapse Refill             |
| 2009 | "Careful What You Wish For"                               | 125                  | —                    | —                    | —                    | —                    | Relapse Refill             |
| 2009 | "Music Box"                                               | 82                   | —                    | —                    | 63                   | —                    | Relapse Refill             |
| 2009 | "Buffalo Bill"                                            | 117                  | —                    | —                    | —                    | —                    | Relapse Refill             |
| 2009 | "Taking My Ball"                                          | 123                  | —                    | —                    | —                    | —                    | Relapse Refill             |
| 2009 | "Drop the Bomb on 'Em"                                    | 103                  | —                    | —                    | 83                   | —                    | Relapse Refill             |
| 2009 | "The Warning"                                             | —                    | 108                  | —                    | —                    | —                    | Sem álbum                  |
| 2010 | "Won't Back Down" (com Pink)                              | 62                   | —                    | 87                   | 65                   | 82                   | Recovery                   |
| 2010 | "Cold Wind Blows"                                         | 71                   | —                    | —                    | —                    | —                    | Recovery                   |
| 2010 | "Talkin' 2 Myself" (com Kobe)                             | 88                   | —                    | —                    | 97                   | 148                  | Recovery                   |
| 2010 | "25 to Life"                                              | 92                   | —                    | —                    | 90                   | —                    | Recovery                   |
| 2010 | "Cinderella Man"                                          | 112                  | —                    | —                    | —                    | —                    | Recovery                   |
| 2010 | "Space Bound"                                             | 119                  | —                    | —                    | —                    | —                    | Recovery                   |
| 2010 | "—" denota canções que não entraram nas paradas musicais. |                      |                      |                      |                      |                      |                            |

## Aparições
| Ano  | Canção                                 | Outras participações                                                                                 | Álbum                                            |
| ---- | -------------------------------------- | --- | ------------------------------------------------ |
| 1998 | "Trife Thieves"                        | Bizarre, Fuzz Scoota                                                                                 | Attack of the Weirdos                            |
| 1998 | "We Shine"                             | Da Ruckus                                                                                            | Da Ruckus, Episode 1                             |
| 1998 | "Fuck Off"                             | Kid Rock                                                                                             | Devil Without a Cause                            |
| 1998 | "Green and Gold"                       | The Anonymous                                                                                        | Green & Gold                                     |
| 1999 | "Hustlers & Hardcore"                  | Feel-X                                                                                               | Behind the Doors of the 13th Floor               |
| 1999 | "Any Man"                              | | Soundbombing II                                  |
| 1999 | "The Anthem"                           | Chino XL, Kool G Rap, KRS-One, Jayo Felony, Pharoahe Monch, RZA, Sway & King Tech, Tech N9ne, Xzibit | This or That                                     |
| 1999 | "Get You Mad"                          | Sway & King Tech                                                                                     | This or That                                     |
| 1999 | "Bad Guys Always Die"                  | Dr. Dre                                                                                              | Wild Wild West                                   |
| 1999 | "Busa Rhyme"                           | Missy Elliott                                                                                        | Da Real World                                    |
| 1999 | "The Last Hit"                         | The High & Mighty                                                                                    | Home Field Advantage                             |
| 1999 | "Stir Crazy"                           | The Madd Rapper                                                                                      | Tell 'Em Why U Madd                              |
| 1999 | "Bad Influence"                        | | End of Days                                      |
| 1999 | "What's the Difference"                | Dr. Dre, Xzibit                                                                                      | 2001                                             |
| 1999 | "Forgot About Dre"                     | Dr. Dre                                                                                              | 2001                                             |
| 1999 | "Murder, Murder"                       | | Next Friday                                      |
| 1999 | "Dead Wrong"                           | The Notorious B.I.G., Puff Daddy                                                                     | Born Again                                       |
| 1999 | "If I Get Locked Up"                   | Dr. Dre                                                                                              | The Tunnel                                       |
| 2000 | "Rush Ya Clique"                       | Outsidaz                                                                                             | Night Life                                       |
| 2000 | "Get Back"                             | D12                                                                                                  | The Piece Maker                                  |
| 2000 | "Hellbound (H&H Remix)"                | J. Black, Masta Ace                                                                                  | Game Over                                        |
| 2000 | "Off the Wall"                         | Redman                                                                                               | Nutty Professor II: The Klumps                   |
| 2000 | "Desperados"                           | Bugz, Proof                                                                                          | Kill the DJ                                      |
| 2000 | "What If I Was White"                  | Sticky Fingaz                                                                                        | Black Trash: The Autobiography of Kirk Jones     |
| 2000 | "Words Are Weapons"                    | Funkmaster Flex                                                                                      | The Mix Tape, Volume 4: 60 Minutes of Funk       |
| 2000 | "Don't Approach Me"                    | Xzibit                                                                                               | Restless                                         |
| 2000 | "What the Beat"                        | Method Man, Royce Da 5'9"                                                                            | The Professional, Pt. 2                          |
| 2001 | "Renagade"                             | Jay-Z                                                                                                | The Blueprint                                    |
| 2002 | "Watch Deez"                           | Thirstin Howl III                                                                                    | Skilligan's Island                               |
| 2002 | "My Name"                              | Xzibit, Nate Dogg                                                                                    | Man vs. Machine                                  |
| 2002 | "Rock City"                            | Royce da 5'9"                                                                                        | Rock City (Version 2.0)                          |
| 2003 | "Patiently Waiting"                    | 50 Cent                                                                                              | Get Rich or Die Tryin'                           |
| 2003 | "Don't Push Me"                        | 50 Cent, Lloyd Banks                                                                                 | Get Rich or Die Tryin'                           |
| 2003 | "Go to Sleep"                          | DMX, Obie Trice                                                                                      | Cradle 2 the Grave                               |
| 2003 | "Lady"                                 | Obie Trice                                                                                           | Cheers                                           |
| 2003 | "Shit Hits the Fan"                    | Dr. Dre, Obie Trice                                                                                  | Cheers                                           |
| 2003 | "We All Die One Day"                   | 50 Cent, Obie Trice, Lloyd Banks, Tony Yayo                                                          | Cheers                                           |
| 2003 | "Hands on You"                         | Obie Trice                                                                                           | Cheers                                           |
| 2003 | "Outro"                                | D12, Obie Trice                                                                                      | Cheers                                           |
| 2003 | "911"                                  | Boo-Yaa T.R.I.B.E., B-Real                                                                           | West Koastra Nostra                              |
| 2003 | "3 6 5"                                | Skam                                                                                                 | Fat Beats Volume Three                           |
| 2003 | "One Day at a Time (Versão de Eminem)" | 2Pac, Outlawz                                                                                        | Tupac: Resurrection                              |
| 2004 | "I'm Gone"                             | Obie Trice                                                                                           | The Streetsweeper Vol. 2: The Pain from the Game |
| 2004 | "Welcome to D-Block"                   | D-Block                                                                                              | Kiss of Death                                    |
| 2004 | "Warrior, Pt. 2"                       | 50 Cent, Lloyd Banks, Nate Dogg                                                                      | The Hunger for More                              |
| 2004 | "Soldier Like Me"                      | 2Pac                                                                                                 | Loyal to the Game                                |
| 2004 | "Black Cotton"                         | 2Pac, Kastro, Young Noble                                                                            | Loyal to the Game                                |
| 2005 | "We Ain't"                             | The Game                                                                                             | The Documentary                                  |
| 2005 | "Gatman and Robbin"                    | 50 Cent                                                                                              | The Massacre                                     |
| 2005 | "My Ballz"                             | D12                                                                                                  | The Longest Yard (trilha sonora)                 |
| 2005 | "Lean Back (Remix)"                    | Fat Joe, Lil Jon, Mase, Remy Ma                                                                      | All or Nothing                                   |
| 2005 | "Hip Hop"                              | Bizarre                                                                                              | Hannicap Circus                                  |
| 2005 | "Drama Setter"                         | Obie Trice, Tony Yayo                                                                                | Thoughts of a Predicate Felon                    |
| 2005 | "Pimplikeness"                         | D12                                                                                                  | Searching for Jerry Garcia                       |
| 2005 | "Off to Tijuana"                       | D12, Hush                                                                                            | Bulletproof                                      |
| 2005 | "It Has Been Said"                     | The Notorious B.I.G., Obie Trice, P. Diddy                                                           | Duets: The Final Chapter                         |
| 2005 | "Welcome 2 Detroit"                    | Trick-Trick                                                                                          | The People vs.                                   |
| 2005 | "No More to Say"                       | Proof, Trick-Trick                                                                                   | The People vs.                                   |
| 2006 | "There They Go"                        | Obie Trice, Big Herk                                                                                 | Second Round's on Me                             |
| 2006 | "Smack That"                           | Akon                                                                                                 | Konvicted                                        |
| 2007 | "Pistol Poppin'"                       | Cashis                                                                                               | The County Hound EP                              |
| 2007 | "Touchdown"                            | T.I.                                                                                                 | T.I. vs. T.I.P.                                  |
| 2007 | "Peep Show"                            | 50 Cent                                                                                              | Curtis                                           |
| 2008 | "Who Want It"                          | Trick-Trick                                                                                          | The Villain                                      |
| 2009 | "Chemical Warfare"                     | The Alchemist                                                                                        | Chemical Warfare                                 |
| 2009 | "Forever"                              | Drake, Kanye West, Lil Wayne                                                                         | Music Inspired by More Than a Game               |
| 2009 | "Psycho"                               | 50 Cent                                                                                              | Before I Self Destruct                           |
| 2009 | "Happy Birthday"                       | Cashis, 50 Cent, Stat Quo & Jay-Z                                                                    | The Art of Dying                                 |
| 2010 | "Drop the World"                       | Lil Wayne                                                                                            | Rebirth                                          |
| 2010 | "Airplanes (Part II)"                  | B.o.B, Hayley Williams                                                                               | B.o.B Presents: The Adventures of Bobby Ray      |
| 2010 | "Love the Way You Lie (Part II)"       | Rihanna                                                                                              | Loud                                             |
| 2010 | "Roman's Revenge"                      | Nicki Minaj                                                                                          | Pink Friday                                      |
| 2010 | "That's All She Wrote"                 | T.I.                                                                                                 | No Mercy                                         |

## Videografia

### Álbuns de vídeo
| Ano                                                               | Detalhes do álbum | Posições nas paradas | Posições nas paradas | Certificações                    |
| Ano                                                               | Detalhes do álbum | EUA                  | AUS                  | Certificações                    |
| ----------------------------------------------------------------- | --- | -------------------- | -------------------- | -------------------------------- |
| 2000                                                              | The Up in Smoke Tour - Lançamento: 5 de Dezembro de 2000 - Gravadora(s): RED Distribution, Eagle Rock (30001) - Formato(s): DVD, UMD, VHS | 1                    | 1                    | - : 6× Platina - : 7× Platina    |
| 2000                                                              | E - Lançamento: 12 de Dezembro de 2000 - Gravadora(s): Aftermath, Interscope, PolyGram Video (60819)}} - Formato(s): DVD, VHS             | 5                    | —                    | - : Platina - : Platina - : Ouro |
| 2002                                                              | All Access Europe - Lançamento: 18 de Junho de 2002 - Gravadora: Interscope (493313) - Formato(s): DVD, VHS                               | 1                    | 1                    | - : Platina - : 2× Platina       |
| 2005                                                              | The Anger Management Tour - Lançamento: 28 de junho de 2005 - Gravadora: Interscope (9883138) - Formato: DVD                              | 2                    | 5                    | - : Platina                      |
| 2007                                                              | Live from New York City - Lançamento: 13 de Novembro de 2007 - Gravadora: Eagle Rock (302339) - Formato: DVD                              | 13                   | —                    |                                  |
| "—" denota vídeos lançados que não entraram nas paradas musicais. | |                      |                      |                                  |

### Videoclipes
| Ano  | Título                   | Diretor(es)                               |
| ---- | ------------------------ | ----------------------------------------- |
| 1998 | "Just Don't Give a Fuck" | Darren Lavett                             |
| 1999 | "My Name Is"             | Dr. Dre, Phillip G. Atwell                |
| 1999 | "Guilty Conscience"      | Dr. Dre, Phillip G. Atwell                |
| 1999 | "Role Model"             | Dr. Dre, Phillip G. Atwell                |
| 2000 | "The Real Slim Shady"    | Dr. Dre, Phillip G. Atwell                |
| 2000 | "The Way I Am"           | Paul Hunter                               |
| 2000 | "Stan"                   | Dr. Dre, Phillip G. Atwell                |
| 2002 | "Without Me"             | Joseph Kahn                               |
| 2002 | "White America"          | Eminem                                    |
| 2002 | "Cleanin' Out My Closet" | Dr. Dre, Phillip G. Atwell                |
| 2002 | "Lose Yourself"          | Eminem, Paul Rosenberg, Phillip G. Atwell |
| 2003 | "Superman"               | Paul Hunter                               |
| 2003 | "Sing for the Moment"    | Phillip G. Atwell                         |
| 2004 | "Mosh"                   | Ian Inaba                                 |
| 2004 | "Just Lose It"           | Phillip G. Atwell                         |
| 2004 | "Like Toy Soldiers"      | The Saline Project                        |
| 2005 | "Mockingbird"            | Eminem, Quig                              |
| 2005 | "Ass Like That"          | Phillip G. Atwell                         |
| 2005 | "When I'm Gone"          | Anthony Mandler                           |
| 2006 | "Shake That"             | Plates Animation                          |
| 2006 | "You Don't Know"         | The Saline Project                        |
| 2009 | "We Made You"            | Joseph Kahn                               |
| 2009 | "3AM"                    | Syndrome                                  |
| 2009 | "Beautiful"              | Anthony Mandler                           |
| 2010 | "Not Afraid"             | Rich Lee                                  |
| 2010 | "Love the Way You Lie"   | Joseph Kahn                               |
| 2010 | "No Love"                | Chris Robinson                            |
| 2011 | "Space Bound"            | Joseph Kahn                               |
| 2013 | "Berzerk"                | Rick Rubin, Syndrome                      |